# Szepesházy Bertalan
Felsővízközi Szepesházy Bertalan (Felsővízköz, 1890. február 23. – Turócszentmárton, 1945. január 29.) katonatiszt, politikus, aranysarkantyús vitéz, a szepességi magyarság szervezője a két világháború között és a második világháború alatt.

## Élete
Apja Szepesházy Imre (1857-1932) kormányfőtanácsos, országgyűlési képviselő, táblabíró, anyja Beőr Gizella (1860-1922). Felesége deménfalvi Meliorisz Mária (1895-1978), gyermekeik Szepesházy Csaba (1923-1995) katonatiszt, postai alkalmazott, Meliorisz Lászlóné Szepesházy Mária (1929) és Luby Lajosné Szepesházy Hanna (1934).
1910-ben az Eperjesi Jogász Vívó-Egylet elnökévé választották.
Jogi pályára lépett, közben leszolgálta az önkéntes egy évet a kassai 18-as tüzéreknél. A jogi tanulmányai után a a pénzügyminiszter Szepesházy Bertalan budapesti lakost ideiglenes minőségű segélydíjas pénzügyi számgyakornokká a központi díj- és illetékkiszabási hivatalhoz nevezte ki. Mint tartalékos tüzér hadnagy vonult be az eperjesi 3. honvéd tábori ágyús ezredhez (tüzérezred), majd áthelyezték a 4. honvéd ágyús ezredhez. Még zászlósként a 2. honvéd ágyúosztályban szolgálva kiérdemelte a II. osztályú vitézségi érmet. 1914. november 1-ével tartalékos hadnaggyá nevezték ki. 1915 elején kiérdemelte a bronz Katonai érdemérmet. 1915. október 30. − november 7. között a Siemikowce és Rakowiec között folyó harcok során, mint  taligatiszt, a leghevesebb ellenséges tűzben példaadó vitézséggel és halált megvető bátorsággal gondoskodott a folyamatos lőszerellátásról, ezért a legfelsőbb dicsérő elismerésben részesült.
Első világháborús kitüntetései: mindkét Signum Laudis, kardokkal, hadiszalagon, kis ezüst vitézségi érem hadiszalagon, Sebesülési érem 1-szeres szalagon, Károly-csapatkereszt, és az aranysarkantyús jel.
Trianon után a Felvidéken maradt, a birtokán gazdálkodott, és az eperjesi magyarok vezetőjeként politizált. Az eperjesi Új Világ szerkesztője volt.
1938 decemberében a szlovák tartománygyűlési választásokon az Egyesült Magyar Pártot képviselve indult az egyetlen néppárti listán, de csak Esterházy János volt bejutó helyen, így mandátumhoz nem jutott.
Politikai tevékenysége miatt 1939 szeptemberében bebörtönözték, Illaván raboskodott.